# الحزب الديمقراطي الألماني
الحزب الديمقراطي الألماني (Deutsche Demokratische Partei أو DDP) كان حزبًا ليبراليًا من يسار الوسط في جمهورية فايمار. إلى جانب حزب الشعب الألماني (Deutsche Volkspartei أو DVP)، مثل الحزب الليبرالية السياسية في ألمانيا بين عامي 1918 و1933. وقد تشكل في عام 1918 من حزب الشعب التقدمي والجناح الليبرالي للحزب الليبرالي القومي.